# VV Berkum
Voetbalvereniging Berkum is een op 28 mei 1961 opgerichte amateurvoetbalvereniging uit de wijk Berkum in Zwolle, Overijssel, Nederland.

## Algemeen
Begin 1961 kreeg de speeltuinvereniging in Berkum een voetbalveld van de gemeente Zwollerkerspel, voordien speelde men veelal op het winkelplein. Bij een veld hoort een voetbalvereniging en op 26 mei 1961 was de oprichtingsvergadering thuis bij dhr. Goudkamp aan de Boerendanserdijk. Jan Goudkamp werd voorzitter, kapper Drent werd penningmeester en Wim de Waart secretaris. Jan Florijn werd de eerste trainer. De clubkleuren werden zwart-wit. Medio jaren-70 verhuisde de vereniging van “Ons Hoekje”, bij de speeltuinvelden, naar “Sportpark De Vegtlust” aan de Boerendanserdijk.

## Standaardelftal
In het tweede jaar werd het klassekampioenschap in de Derde klasse van de Afdeling Zwolle behaald. In 1967 volgde het kampioenschap in de Tweede klasse.
In het begin van de jaren 70 had Berkum een aantal goede jeugdlichtingen. Deze ‘jonkies’ werden direct naar het 1e elftal overgeheveld. Hierdoor werd eerste team in 1975 kampioen van de Eerste klasse van de Afdeling Zwolle. In het jaar erna werd het team kampioen van de Vierde klasse van de KNVB. De club kwam in de beker voor zaterdagamateurs tot in de finale dat jaar, deze werd van IJVV De Zwervers uit Rotterdam na verlenging verloren met 1-3.
Na een aantal jaar in de Derde klasse gespeeld te hebben, werd de club in 1992 kampioen, onder leiding van Piet Diender. Het team speelde vervolgens twee seizoenen in de Tweede klasse, om daarna twee keer op rij te degraderen. Na een seizoen in de Vierde klasse gespeeld te hebben promoveerde de club, als gevolg van de invoering van de Hoofdklasse voor zaterdagteams, als klassekampioen van de Vierde- naar de Tweede klasse.
Sindsdien speelde het team enkel in de Eerste- en Hoofdklasse, uitgezonderd het seizoen 2001/02 toen het in de Tweede klasse uitkwam. In het seizoen 2006/07 speelde Berkum voor het eerst in de Hoofdklasse, toen nog het hoogste amateurniveau. Ook in de seizoenen 2008/09 en 2009/10 was de Hoofdklasse nog het hoogste amateurniveau, vanaf het seizoen 2010/11 speelde de club als gevolg van de invoering van de Topklasse een niveau lager in de Hoofdklasse. Hieruit degradeerde het in het seizoen 2013/14 na een verblijf van zes seizoenen in de Zaterdag Hoofdklasse C.
Het standaardelftal speelt na het kampioenschap in het seizoen 2016/17 in de Eerste klasse zaterdag van het district Oost vanaf 2017/18 weer in de Hoofdklasse, dat in 2022 de naam Vierde divisie kreeg.

## Competitieresultaten 1976–2023
| 1 4B |

| 2 3A |

| 2 3A |

| 6 3A |

| 3 3B |

| 2 3B |

| 8 3B |

| 5 3B |

| 4 3B |

| 2 3B |

| 4 3B |

| 9 3B |

| 10 3A |

| 3 3B |

| 7 3B |

| 5 3B |

| 1 3B |

| 3 2E |

| 8 2D |

| 10 3B |

| 1 4C |

| 3 2J |

| 1 2I |

| 3 1D |

| 9 1E |

| 12 1D |

| 2 2J |

| 4 1D |

| 7 1D |

| 2 1D |

| 2 1D |

| 12 C |

| 4 1D |

| 4 C |

| 10 C |

| 8 C |

| 8 C |

| 5 C |

| 14 C |

| 3 1D |

| 1 1D |

| 1 1D |

| 2 B |

| 7 B |

| 8* B |

| -- B |

| 9 B |

| 8 B |

| ? D |

2016: de beslissingswedstrijd op 18 mei bij CSV Apeldoorn om het klassekampioenschap in 1D werd met 0-1 verloren van SDV Barneveld.
| Hoofdklasse/4e Divisie | Eerste klasse | Tweede klasse | Derde klasse | Vierde klasse |

In elke staaf van de grafiek staat van boven naar beneden vermeld: 
- Eindnotering

Dit is de positie die de club heeft bereikt in de competitie, zonder eventuele beslissings-, play-off- of nacompetitiewedstrijden die nodig zijn geweest om bijvoorbeeld de kampioen van de competitie te bepalen.
Indien een * achter het getal staat is de notering een tussenstand en kan het zijn dat de notering niet overeenkomt met de uiteindelijke eindstand van de competitie.
Staat er een - dan is het seizoen nog bezig en is er geen definitieve uitslag bekend.
Staat er xx op de positie van de notering, dan heeft de club vroegtijdig de competitie verlaten. Dit kan onder andere komen door terugtrekking van het team, faillissement van de club of door een uitgedeelde straf van de KNVB. In veel gevallen staat elders in het artikel de reden vermeld.
Staat er een ? dan is het resultaat uit het verleden onbekend, en is alleen de competitie of het niveau bekend van dat seizoen.
In de seizoenen 2019/20 en 2020/21 werd wegens de coronacrisis het amateurvoetbal afgebroken. Daardoor kennen deze staven geen eindklassering (middels -- weergegeven).
- Competitieniveau en afdelingsletter of Officiële eindstand Eredivisie
  - Competitieniveau en afdelingsletter

Hierbij geeft het getal het niveau weer, dat ook terug te vinden is in de legenda. De letter is de afdelingsaanduiding en wordt gebruikt wanneer er meer afdelingen zijn op hetzelfde niveau. De afdelingsletter is altijd een hoofdletter en wordt meestal zonder nummer gebruikt.
Voorbeeld: 2F is niveau 2e klasse competitie F.
Het competitieniveau en nummer wordt niet vermeld wanneer er slechts één competitie van dit niveau was.
  - Officiële eindstand Eredivisie (getal staat tussen haakjes vermeld)

Sinds de introductie van play-offwedstrijden voor Europees voetbal na afloop van de reguliere competitie in 2005/06, is de KNVB verplicht een eindstand van de Eredivisie door te geven aan de UEFA aan de hand van deze play-offwedstrijden.
Bij deze eindstand staan clubs die zich hebben gekwalificeerd voor Europees voetbal hoger dan clubs die zich niet wisten te kwalificeren. Indien er geen verschil was tussen de eindnotering en de officiële eindstand, staat dit getal niet vermeld.

- Onderafdeling

Hier staat afgekort de naam van de onderafdeling indien de club in dat jaar in een onderafdeling uitkwam. Tevens staat deze afkorting in de legenda en wordt gelinkt naar het artikel over deze onderafdeling. Deze afkorting wordt alleen vermeld wanneer de club in het verleden in verschillende onderafdelingen heeft gespeeld. Deze vermelding is in de staaf altijd in kleine letters. Deze onderafdelingen zijn na het seizoen 1995/96 afgeschaft. Heeft de club in slechts één onderafdeling gespeeld, dan is dit alleen terug te vinden in de legenda.
Onder de staaf staat het jaartal vermeld waarin het seizoen is afgesloten. 15 verwijst naar het seizoen 2014/15 of eventueel het seizoen 1914/15.
Wanneer een staaf leeg is, zijn deze gegevens niet bekend. Het kan ook zijn dat de club dat seizoen niet heeft meegespeeld op het hogere amateurniveau, vroegtijdig de competitie heeft verlaten of uit de competitie is gezet.

In het seizoen 1944/45 was er wegens de Tweede Wereldoorlog geen regulier competitievoetbal.

## Vrouwen
Het eerste vrouwenvoetbalelftal speelt vanaf het seizoen 2018/19 op landelijk niveau. In de seizoenen 2018/19-2019/20 in de Eerste klasse zaterdag en in 2020/21 -voor het eerst- in de Hoofdklasse zaterdag.

### Erelijst
kampioen Tweede klasse: 2018